# 천지인
천지인(天地人) 또는 삼재(三才)는 동양 철학에서 만물을 구성하는 요소로 저마다 하늘, 땅, 사람을 뜻한다.

## 언급
삼재(三才)에 대해서 언급한 책으로는 역경의 주역, 설문해자, 훈민정음 등이 있다.
역경에서는 십익 중 하나인 계사전 등에서 언급하고 있다.
有天道焉，有人道焉，有地道焉，兼三材而兩之
하늘의 길이 있고 사람의 길이 있고 땅의 길이 있으니 세 바탕을 어울러 모두 동등하다.

한편 설문해자에서는 제1권 왕부(王部)에서 왕(王)의 어원에 대해서 천지인을 가운데에서 연결하는 것으로 삼재를 언급하고있다.

## 같이 보기
- 천부삼경(天符三經)
  - 천부경
  - 참전계경(팔리훈)
  - 삼일신고
- 원시반본(原始返本)
- 태극 (문양)(삼태극)
- 삼족오
- 삼위일체